# Зверино (озеро)
Зверино — озеро в бассейне реки Великая (большого бассейна Нарвы и, в частности, Псковского озера) в Алольской волости Пустошкинского района Псковской области.
Озеро является проточным озером: в него с северо-востока (через озеро Малое Зверино) впадает и вытекает с юго-запада река Великая, между её более крупными проточными озёрами Яссы к востоку и Езерище к западу.
На берегу озера расположена деревня Холюны, а также туристическая база «Алоль».
Площадь водоёма 1,15 км² или 115 га, площадь водосборного бассейна 1800,0 км². Средняя глубина озера составляет около 2,5 метров, наибольшая — около 6,0 метров.
Тип озера лещово-уклейный. Массовые виды рыб: щука, окунь, плотва, лещ, елец, голавль, язь, гольян, линь, налим, ерш, красноперка, щиповка, верховка, вьюн, пескарь, уклея, густера, быстрянка, карась, голец, бычок-подкаменщик, девятииглая колюшка; широкопалый рак (низкопродуктивное).
Код водного реестра — 01030000111102000025564.